# سانتياجو كولومباتو
سانتياجو كولومباتو (بالإسبانية: Santiago Colombatto) (17 يناير 1997 في الأرجنتين ) هو لاعب كرة قدم أرجنتيني في مركز الوسط. لعب مع هيلاس فيرونا.

## وصلات خارجية
- سانتياجو كولومباتو على موقع الاتحاد الدولي (مؤرشف)  (الإنجليزية)
- سانتياجو كولومباتو على موقع قاعدة بيانات كرة القدم.إي يو (الإنجليزية)
- سانتياجو كولومباتو على موقع بيانات كرة القدم. دي إي (الألمانية)
- سانتياجو كولومباتو على موقع Soccerbase.com (لاعب) (الإنجليزية)
- سانتياجو كولومباتو على موقع Soccerway.com (الإنجليزية)
- سانتياجو كولومباتو على موقع عالم كرة القدم.نت (الإنجليزية)
- سانتياجو كولومباتو على موقع أوليمبيديا (الإنجليزية)
- سانتياجو كولومباتو على موقع AS.com (الإسبانية)